# リンカーン (ニュージーランド)

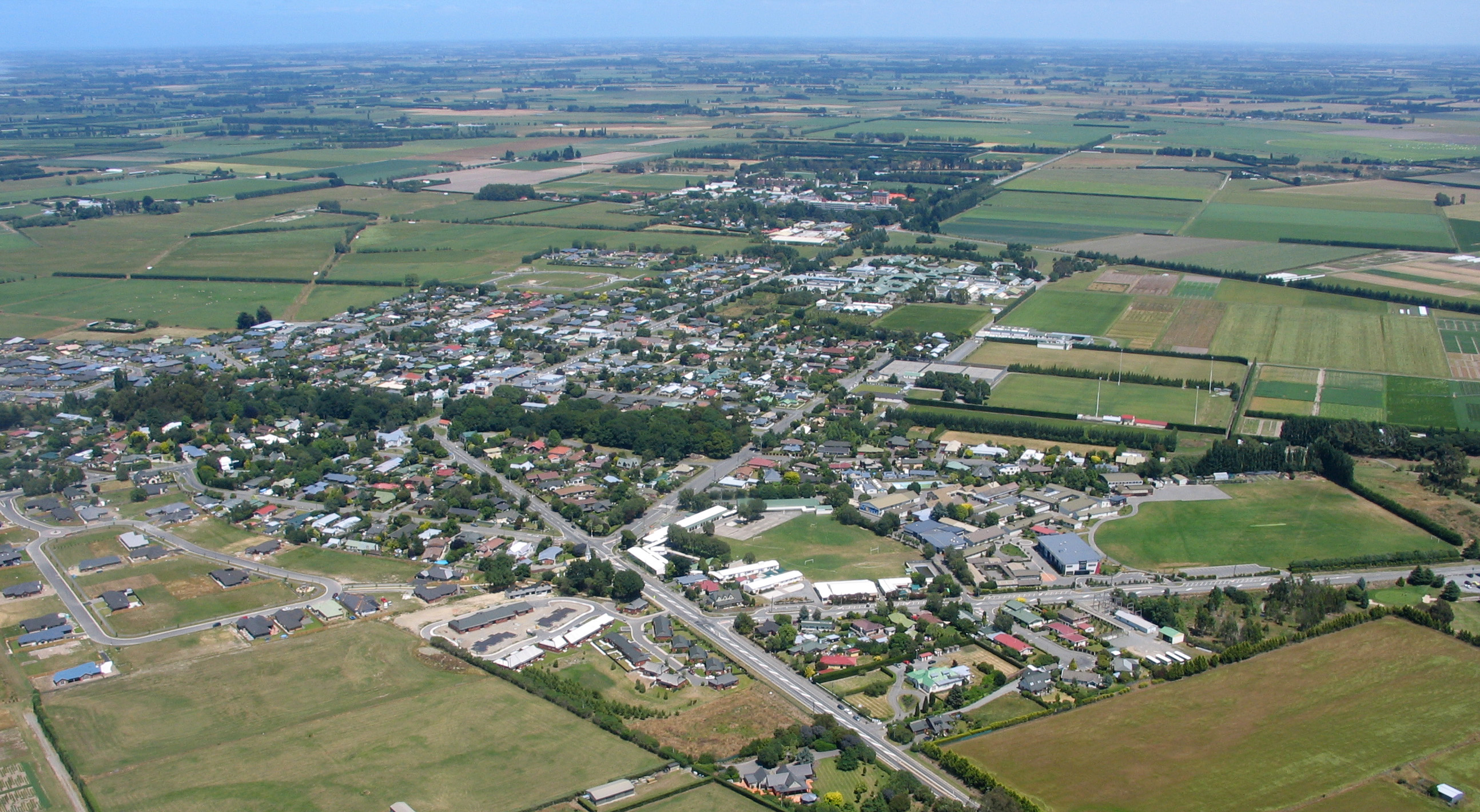

リンカーンは、ニュージーランド南島カンタベリー平野セルウィン地区にある町。リンカーン村と呼ばれることもある。人口は8130人（2020年）。クライストチャーチ都市圏に含まれる。
バンクス半島より西側地域、カンタベリー平野に位置する農村、酪農地域。農業、酪農に従事する住民も多く、クライストチャーチへ通勤、通学する住民も住居を構える。リンカーン大学やリンカーン・ハイスクールなどの教育機関があるため学生も多く、大学街としての機能を持つ。リンカーン大学や同大学の研究施設に400人以上が勤めている。